# Distretto di Kalocsa
Il distretto di Kalocsa (in ungherese Kalocsai járás) è un distretto dell'Ungheria, situato nella provincia di Bács-Kiskun.